# Shannonomyia (Shannonomyia) phaeostigmosa
Shannonomyia (Shannonomyia) phaeostigmosa is een tweevleugelige uit de familie steltmuggen (Limoniidae). De soort komt voor in het Neotropisch gebied.